# Batalla de Soneja
La Batalla de Soneja fue uno de los combates de la primera guerra carlista.

## Antecedentes
En previsión de la campaña de invierno, Cabrera ordenó a José Miralles «el Serrador» atacar la provincia de Cuenca y a Joaquín Quilez la de Teruel. El Serrador, con 2.400 infantes y 200 caballos, bajó del Maestrazgo saqueando los pueblos de Alfara, Algar y Bache, llegando a Soneja, donde entraron el 17 de julio, todos los hombres aptos habían huido, y los liberales se habían refugiado a Segorbe. Los Carlistas saquearon y prendieron fuego a la población, y ejecutaron algunas personas.

## Batalla
El 17 de julio, mientras Josep Miralles Marín el Serrador se dirigía a Benasal, el vicario de Torcas, José Soriano y otros soldados guiaron el general José Grases y Seguí, hasta que abrieron fuego sobre los carlistas, que huyeron perseguidos por los liberales, que los causaron trescientas bajas.
Voluntarios liberales de las villas próximas se posaron a las órdenes de Grases, hicieron un reconocimiento del terreno y mataron una treintena de carlistas más.

## Consecuencias
La derrota de Soneja y las pérdidas sufridas impidieron que Ramón Cabrera, con sus fuerzas reunidas con las de Joaquín Quilez, pudiera atacar la huerta de Valencia;  Quilez ordenó atraer los liberales mientras él y el Serrador atacaban la llanura de Castellón. Quilez, que salió de su base de Chelva, fue perseguido por la columna de Narváez desde Teruel, y Cabrera por las de José Grases y Breton. Se unieron a la expedición de Miguel Gómez Damas, que intentó infructuosamente tomar Madrid.
Después de la crema de Soneja, la población marchó a Valencia y Segorbe, a pesar de que el general Narváez, con una columna de 3.500 soldados consiguió alejar los grandes núcleos carlistas, y después de una nueva incursión carlista a finales de 1838, se construyó una muralla entre 1839 y 1840, que conserva todavía parte de sus aspilleras defensivas.